# Monumento al Che Guevara (Santiago de Chile)
El monumento al Che Guevara fue un monumento ubicado en la comuna chilena de San Miguel, en Santiago, y que existió entre 1970 y 1973. Se encontraba en el Parque El Llano, a la altura del paradero 6 de la Gran Avenida José Miguel Carrera, y fue el primer monumento en homenaje al Che Guevara en el mundo.

## Historia
El monumento fue inaugurado por el alcalde de San Miguel, Tito Palestro, 8 de noviembre de 1970, en un acto que incluyó un desfile cívico y la presencia de autoridades de la época, además de familiares de Inti Peredo y el cantante Dean Reed. La inauguración concitó el interés mundial al ser el primer monumento que se erigía en homenaje al líder guerrillero.
La obra, diseñada por Praxíteles Vásquez Urzúa, consistía en una estatua de Ernesto "Che" Guevara, con una ametralladora y los brazos en alto, sobre una base de piedra que contenía dos frisos —presentando en uno de ellos el rostro de Inti Peredo— además de un espejo de agua; el monumento tenía una altura total de 8,2 metros y su base fue diseñada por los arquitectos Gastón Jobet, Raúl Bonnefoy y Guaraní Pereda, mientras que la iluminación estuvo a cargo de Jorge Dagach. La construcción del monumento estuvo a cargo de obreros municipales de San Miguel, encabezados por Filomeno Henríquez, José N. Garrido y la colaboración de John Wood. La estatua fue confeccionada en la fundición de Santiago Rojas y los trabajos en piedra estuvieron a cargo de la Escuela de Canteros.
Durante la visita de Fidel Castro a Chile en 1971, el 11 de noviembre el mandatario cubano visitó el monumento al Che Guevara luego de haber dejado una ofrenda floral en el monumento a José Martí, ubicado en el mismo parque. El 28 de noviembre Fidel Castro retornó a San Miguel, realizando un acto en el monumento al Che Guevara y depositando una ofrenda floral en el lugar. El 7 de enero de 1972, a las 2:20 de la madrugada, un atentado con dinamita dañó la base del monumento, dejando una perforación de 15 centímetros.
A las 6:00 del domingo 22 de abril de 1973, el monumento sufrió un nuevo atentado explosivo —atribuido al Frente Nacionalista Patria y Libertad y a la Juventud del Partido Nacional, según el subsecretario del Interior, Daniel Vergara— que desprendió la cabeza de la estatua de Guevara y la proyectó alrededor de 20 metros, resultando también dañado el hombro derecho y generando daños en las viviendas cercanas. La estatua fue derribada el 14 de septiembre de 1973, tres días después del golpe de Estado, por una patrulla militar que la trasladó a un lugar desconocido, sin saberse de su paradero final. La placa de mármol que poseía su base también fue arrancada.